# Eco-Pirata: La historia de Paul Watson
Eco-Pirata: La historia de Paul Watson es una película documental de 2011 dirigida por Trish Dolman y producida por Kevin Eastwood. Sigue al conservacionista y ambientalista radical Paul Watson durante sus campañas contra la caza de ballenas en la Antártida en 2009 y 2010, y cuenta su historia y sus métodos controvertidos como activista y personalidad de los medios. Se estrenó el 1 de mayo de 2011 en el Festival de Cine Documental "Hot Docs".

## Sinopsis
La película comienza cuando Watson y miembros de la "Sea Shepherd Conservation Society" llegan al Santuario ballenero Austral a bordo del RV Farley Mowat, en busca de operaciones ilegales de caza de ballenas. Encuentran al barco ballenero japonés Oriental Bluebird y le advierten que abandone el área, pero su tripulación se niega. Tocando la canción "Ride of the Valkyries" en un altavoz, el Farley Mowat se acerca y golpea al Bluebird con una cuchilla de acero soldada que sobresale del casco del bote, una demostración del tipo de tácticas por las que Watson y los Sea Shepherds son famosos.
La película luego narra la larga y controvertida historia de Watson como activista, profundizando sobre su papel en la cofundación de Greenpeace, sus posteriores desacuerdos con sus otros fundadores y su separación de la organización para fundar su propia sociedad, "Sea Shepherd Conservation". Usando entrevistas con personajes clave en el movimiento ambientalista, así como noticias desde la década de 1970 hasta la década de 2000, la película relata confrontaciones con diversos cuerpos de cazadores y pescadores en los últimos 30 años que dieron forma a la metodología de Watson como activista.
A lo largo de la película, Watson enfrenta problemas con el sistema legal internacional, barcos viejos, tripulación inexperta, recaudación de fondos y críticas de sus colegas y familiares.

## Recepción
Katherine Monk, del diario Vancouver Sun, se refirió al documental como un "retrato de un forajido canadiense que provoca pensamientos y que emociona" mientras elogia a la directora Dolman por mantener distancia con su tema: "Obtiene material íntimo, pero claramente nunca se deja seducir por el eco de Watson, manteniendo una visión imparcial del asunto". Robert Bell, de exclaim.ca, criticó la película al llamarla "una disección de un ambientalista canadiense que nunca encuentra su flujo o equilibrio".